# Distribució (mecànica)

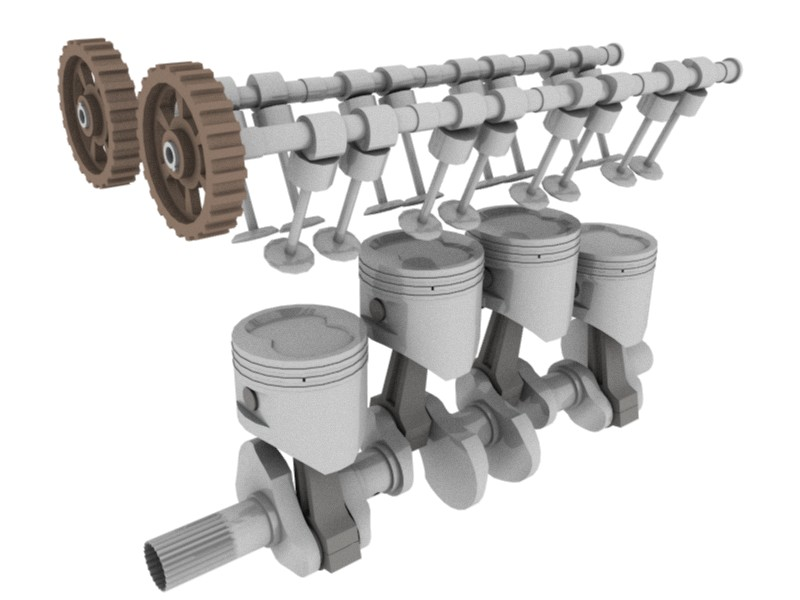
Diagrama d'un motor amb l'arbre de lleves

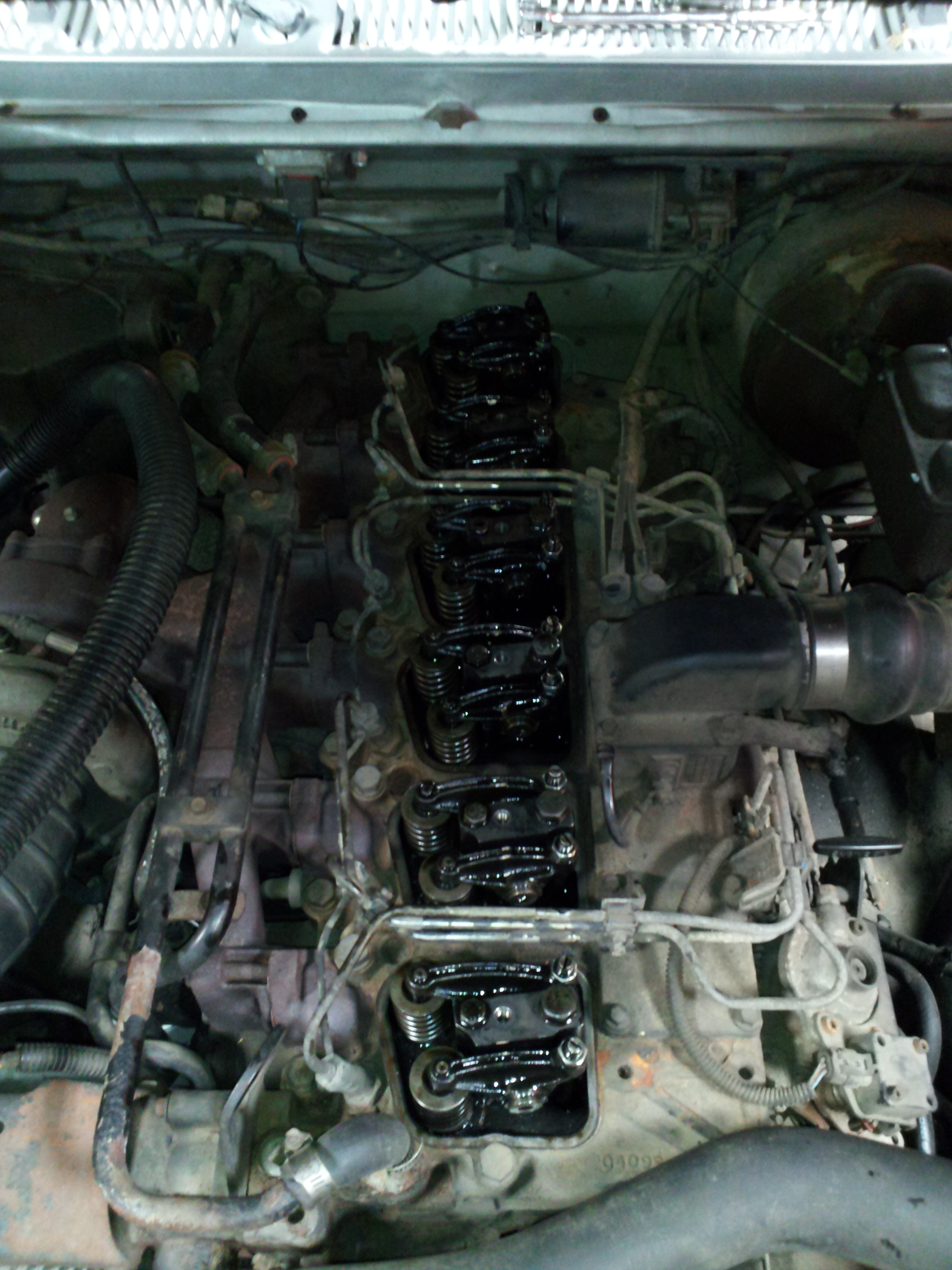
5.9 Cummins en un 1991 Dodge Ram sense la coberta de les vàlvules, cosa que deixa exposada la distribució

La distribució és un mecanisme que controla l'operació de les vàlvules, assegurant la correcta successió d'etapes d'un motor tèrmic. Un motor de combustió interna tradicional, la distribució governa les vàlvules, les quals controlen el flux d'aire i combustible que entra i surt dels cilindres per facilitar la combustió.

## Components
La distribució consta d'una sèrie de peces que poden variar depenent del motor. Generalment s'hi trobar:
- Engranatge de comandament, cadena o corretja: es troba connectat al cigonyal. Rep el moviment d'aquest i el transmet a l'arbre de lleves. Els engranatges de comandament solament es troben en els vehicles antics o amb grans motors, ja que són menys eficients que les cadenes i corretges perquè perden energia en forma de calor.
- Arbre de lleves: és un eix amb protuberàncies, anomenades lleves, que en girar activen el taquet. A causa de les condicions que ha de suportar du un tractament tèrmic especial anomenat cementació.
- Taquet: és un dispositiu que, mogut per l'arbre de lleves, empeny la vàlvula. Pot ser mecànic o hidràulic.
- Vàlvula: és la part fonamental del sistema. Accionada pel taquet, s'obre o tanca permetent el pas dels gasos al cilindre.